# Элесбан-Велозу

Элесбан-Велозу на карте штата.

Элесбан-Велозу (порт. Elesbão Veloso) — муниципалитет в Бразилии, входит в штат Пиауи. Составная часть мезорегиона Северо-центральная часть штата Пиауи. Входит в экономико-статистический микрорегион Валенса-ду-Пиауи. Население составляет 14 512 человек на 2010 год. Занимает площадь 1383,019 км². Плотность населения — 10,49 чел./км².

## Демография
Согласно сведениям, собранным в ходе переписи 2010 г. Национальным институтом географии и статистики (IBGE), население муниципалитета составляет:
| Полное население                               | Полное население                               | Полное население                               | Полное население                               | 14 512 |
| ---------------------------------------------- | ---------------------------------------------- | ---------------------------------------------- | ---------------------------------------------- | ------ |
| в том числе:                                   | Городское население                            | 10 124                                         | Процент городского населения, %                | 69,76  |
|                                                | Сельское население                             | 4388                                           | Процент сельского населения, %                 | 30,24  |
|                                                | Мужское население                              | 7148                                           | Процент мужского населения, %                  | 49,26  |
|                                                | Женское население                              | 7364                                           | Процент женского населения, %                  | 50,74  |
| Плотность населения, чел/км²                   | Плотность населения, чел/км²                   | Плотность населения, чел/км²                   | Плотность населения, чел/км²                   | 10,49  |
| Население муниципалитета в % к населению штата | Население муниципалитета в % к населению штата | Население муниципалитета в % к населению штата | Население муниципалитета в % к населению штата | 0,47   |

По данным оценки 2016 года, население муниципалитета составляет 14 432 жителя.

## История
Город основан 13 мая 1953 года. 

## Статистика
- Валовой внутренний продукт на 2003 год составляет 23 697 996,00 реалов (данные: Бразильский институт географии и статистики).
- Валовой внутренний продукт на душу населения на 2003 год составляет 1581,77 реалов (данные: Бразильский институт географии и статистики).
- Индекс развития человеческого потенциала на 2000 год составляет 0,601 (данные: Программа развития ООН).